# Vanité des vanités (film)
Pour plus de détails, voir Fiche technique et Distribution.
Vanité des vanités (Суета сует, Souïeta souïet) est un film soviétique réalisé par Alla Sourikova, sorti en 1979,.

## Fiche technique
- Titre français : Vanité des vanités[3]
- Titre original : Суета сует, Souïeta souïet
- Réalisation : Alla Sourikova
- Photographie : Vsevolod Simakov
- Musique : Bogdan Trotsiouk
- Décors : Valeri Filippov, Roza Satounovskaia
- Montage : Lioudmila Elian
- Pays de production :  Russie
- Langue originale : russe

## Distribution
- Galina Polskikh : Marina Petrovna
- Frunzik Mkrtchyan : Boris Ivanovich (comme Frunze Mkrtchyan)
- Leonid Kouravlyov : Volodya
- Anna Varpakhovskaya : Liza
- Svetlana Petrosyants : Natasha
- Sergei Ivanov : Vasya
- Leonid Kharitonov : Yakov Andreyevich
- Lioudmila Ivanova : Serafina Ilinichna
- Yana Poplavskaya : Lidka
- Natalia Kratchkovskaïa : Varvara
- Borislav Brondoukov : Sergiyenko (comme Boryslav Brondukov)
- Sergey Bachurskiy : Genka
- Larisa Barabanova : Taxi Dispatcher (comme S. Barabanova)
- I. Okunyov :
- S. Okunyova :
- Andreï Petrov :
- Viktor Stepanov :
- Pavel Vinnik :
- Mariya Vinogradova :
- Gennadiy Yalovich : The Man in Cafe
- Nikolay Astapov : The Waiter (non crédité)